# Wolayta
Wolayta, també welayta o wolaitta (gueez: ወላይታ, Wolayyta), és el nom d'un grup ètnic i del seu antic regne, situat al sud d'Etiòpia. Segons el cens més recent (2007), són 1,7 milions de persones o un 2,31 per cent de la població del país, dels quals 289.707 són habitants urbans. La seva llengua, el wolaytta, pertany a la branca de l'omòtic, de la família lingüística de llengües afroasiàtiques.

## Història
El poble wolayta té una rica història. Els wolaytes són coneguts pel seu patriotisme, notable cultura i una música extremadament moderna. La gent de Wolayta va tenir el seu propi regne durant segles amb reis (anomenats "Kawo") i una administració monarquica. El primer nom del regne fou Damot, un famós estat que incloïa el sud, sud-est, sud-oest i part de la regió central de la present Etiòpia. El més famós sobirà d'aquest regne fou el kawo Motolomi que s'esmenta al llibre Gedle Teklehaimanot com un invasor procedent del nord i el rei a qui un es rendia la mare del sant etiòpic, Tekle Haimanot (Tekle Haymanot). La majoria dels wolaytes suposen que Sant Tekle Haymanot era el fill d'aquest rei.
Després d'una derrota que li va fer perdre la part del nord del seu territori, el regne es reduïa a la seva mida posterior i el nom es convertia en regne de Wolayta. Romania així per a centenars d'anys fins a l'expansió de l'emperador Menelik II a les regions cap al sud de Shewa durant els primers anys 1890. La guerra de conquesta ha estat descrita per Bahru Zewde com "una de les campanyes més sagnants del període sencer d'expansió", i les tradicions orals wolayta diuen que 118,000 wolaytes i 90.000 soldats de Shoa van morir en la guerra. Kawo Tona, l'últim rei de Walayta, fou derrotat i el regne conquerit el 1896. Walayta s'incorporava llavors a l'Imperi d'Etiòpia. Tanmateix, Welayta tenia una forma d'estatus autònom i era governat per governadors directament responsables davant del rei fins a la caiguda de Haile Selassie el 1974. El Derg després reestructurava el país i incloïa Walayta com a part de la província de Sidamo.
El 1991 el Govern Transitori d'Etiòpia (TGE) reestructurava el país en regions de base ètnica i Welayta es convertia en el centre de la Regió 9. Més tard, Welayta s'incloïa en la regió de les Nacions, Nacionalitats i Pobles del Sud, formada per les anteriors regions 7, 8, 9, 10 i 11) com a part de la zona de Semien Omo. El govern regional afirmava que la llengua walayta era propera a la de les altres poblacions que parlen llengües omòtiques d'aquella zona, per lo qual no hi havia cap justificació per forma una zona walayta separada. Els líders walayta, tanmateix, accentuaven que la seva gent tenia una llengua i cultura diferenciades i demanava una zona per a si mateixos. El 1998, el govern regional intentava introduir una llengua artificialment construïda, basada en les diverses llengües omòtiques septentrionals i en els seus dialectes com a nova llengua per l'educació i l'administració per a la zona de Semien Omo. Això va provocar protestes violentes per part d'estudiants welayta, professors i funcionaris, que conduïen a la retirada de la nova llengua. El novembre de 2000 es va establir la zona de Welayta.
Els walaytes té un paper significatiu en la política i economia d'Etiòpia. Són coneguts per la seva personalitats humil i per les relacions amistoses. Els wolaytes són principalment cristians amb una majoria de seguidors del protestantisme.

## llengua wolayta
El Wolaytta és una llengua omòtica parlada en la Zona Wolayta i algunes parts de la regió dels Pobles del Sud. El nombre de parlants d'aquesta llengua es calcula a uns 2.000.000 (1991); és la llengua nativa del poble walayta. Els càlculs de la població varien en gran manera perquè no s'accepten per tothom els límits de la llengua.
Hi ha conflictes sobre l'amplitud en què es parla wolaytta. L'Ethnologue identifica una regió dialectal més petita: Zala. Alguns sostenen que el Melo, Oyda, i Gamo-Gofa-Dawro són també dialectes, però la majoria de les autoritats, incloent-hi Ethnologue i Iso 639-3 consideren aquests com llengües separades. Les diferents comunitats de parlants també els reconeixen com llenguatges separats.
El wolaytta ha existit en forma escrita des dels anys 1940, quan la Sudan Interior Mission ideava un sistema per escriure la llengua. El sistema d'escriptura fou més tard revisat per un equip dirigit pel Dr. Bruce Adams. Acabaren el Nou Testament el 1981 i la Bíblia sencera el 2002. Era una de les primeres llengües que el Derg va seleccionar per a la seva campanya d'alfabetització (1979-1991), abans que cap de les altres llengües del sud. L'orgull dels walaytes per la seva llengua escrita conduïa a una resposta força hostil el 1998 quan el govern central distribuïa llibres de text escrits a wegagoda - un llenguatge artificial basat en una barreja de paraules de diverses llengües i dialectes omòtics emparentats. Com a resultat de les protestes els llibres de text en wegagoda es retiraren i els professors retornaven a emprar el wolaytta.

## Personatges
- kawo Motolomi rei de Damot Gedle Tekle Haymanot
- Kawo Xona (Tona), darrer rei de Wolayta
- dejazmach Girma Sanato, comandant de la milícia del sud d'Etiòpia a la batalla d'Adua
- Mengistu Haile Mariam, president d'Etiòpia (1974-1991)

## Governants[4]
| Període                                                                          | Sobirà                      | Notes                                       |
| -------------------------------------------------------------------------------- | --------------------------- | ------------------------------------------- |
| c.1250                                                                           | Fundació de l'estat Walayta | Fundació de l'estat Walayta                 |
| Regne de Damot                                                                   |                             |                                             |
|                                                                                  | Kawo Motole (Motolomi)      |                                             |
| Dinastia Wolaita Mala                                                            |                             |                                             |
|                                                                                  | reis i dates no conegudes   | Va acabar amb la gran emigració dels oromos |
| Dinastia Tigray                                                                  |                             |                                             |
| vers 1560                                                                        | Mikael, Kawa                |                                             |
| segle XVI                                                                        | Girma, Kawa                 |                                             |
| segle XVII                                                                       | Gazenja, Kawa (Gazenya)     |                                             |
| segle XVII                                                                       | Addayo, Kawa                |                                             |
| segle XVIII                                                                      | Kote, Kawa                  |                                             |
| segle XVIII                                                                      | Libana, Kawa                |                                             |
| ???? a 1761                                                                      | Tube, Kawo                  | mort en el càrrec                           |
| 1761 to 1800                                                                     | Ogatto, Kawo                |                                             |
| 1800 a 1835                                                                      | Amado, Kawo                 |                                             |
| 1835 a 1845                                                                      | Damota, Kawo                |                                             |
| 1845 a 1886                                                                      | Gobe, Kawo                  |                                             |
| 1886 a vers 1890                                                                 | Gaga, Kawo                  |                                             |
| 1890 a octubre de 1895                                                           | Tona, Kawo                  |                                             |
| el regne de Waylata és conquerit per Menelik II d'Etiòpia i annexionat 1894-1895 |                             |                                             |
| Octubre 1895 a 1900                                                              | Tekle Haymanot, Negus       |                                             |